# Roddy Bottum
Roswell Christopher "Roddy" Bottum III, född 1 juli 1963 i Los Angeles, är en amerikansk musiker, mest känd som keyboardist i det San Francisco-baserade rockbandet Faith No More och som nuvarande frontman i bandet Imperial Teen, där han delar sånginsatser och gitarrspelande med att spela trummor vid några enstaka tillfällen.
1982 ersatte Roddy Bottum den tidigare keyboardisten Wade Worthington i Faith No More, ett band i vilket han stannade tills det lades ner 1998. Bandet återföränades dock 2009. Efter skivsläppet Angel Dust och tillhörande turné 1992 minskades Roddys engagemang i Faith No More signifikant. I en intervju på skivan King for a Day... Fool for a Lifetime förklarar han att hans minskade inflytande var nödvändigt efter hans faders bortgång det året.
1994/1995 startade Roddy bandet Imperial Teen med Lynn Perko, en annan veteranmusiker från Bay Area-området.
Som offentligt homosexuell tillhörde Roddy Bottum en av pionjärerna att stå ut från den stereotypa bilden som samhället skapat av personer med den sexuella läggningen.
Tillsammans med Toby Record och hans bolag All Ears Music, arbetar Roddy Bottum även med annan media-produktion och reklam.

## Diskografi (urval)
Studioalbum med Faith No More
- 1985 – We Care a Lot
- 1987 – Introduce Yourself
- 1989 – The Real Thing
- 1992 – Angel Dust
- 1995 – King for a Day... Fool for a Lifetime
- 1997 – Album of the Year
- 2015 – Sol Invictus

Studioalbum med Imperial Teen
- 1996 – Seasick
- 1998 – What Is Not to Love
- 2002 – On
- 2007 – The Hair the TV the Baby & the Band
- 2012 – Feel the Sound